# Hannah Snell
Hannah Snell (Worcester, 23 d'abril de 1723-Londres, 8 de febrer de 1792) va ser una dona anglesa que es va fer passar per home amb el nom de James Gray; després n'escrigué la història.

## Primers temps
Filla del tintorer de Worcester Samuel Snell i Mary Williams, la seva segona dona, es diu que des de nena jugava a ser soldat. Va quedar òrfena quan tenia disset anys i el 1740 es va traslladar a Londres, on es va casar el 6 de gener de 1744 amb James Summs. El 1746 va tenir la seva filla, Susannah, que moriria un any després. Abandonada pel seu marit, es va vestir amb les robes masculines del seu cunyat, James Gray, va adoptar-ne el nom.
Segons el seu relat, va ingressar en el Regiment de Guise, pertanyent al duc de Northumberland, en lluita contra el príncep Carles (futur Carles III d'Anglaterra i Escòcia), i va desertar quan el seu sergent la va castigar amb 500 fuetades. Malgrat aquestes afirmacions de la pròpia Snell, sembla molt improbable que servís en aquest regiment i, segons tots els indicis, aquesta part de la seva vida pot ser en part una invenció.

## Enrolament a la Marina
Es va traslladar a Portsmouth i va ingressar als Marines Reials. Va embarcar en el Swallow a Portsmouth el 23 d'octubre de 1747. El vaixell tenia com a missió envair l'illa Maurici, però aquest pla es va modificar i van navegar cap a l'Índia. A l'agost de 1748 el Swallow va rebre la missió de prendre la colònia francesa de Pondicherry i més tard, al juny de 1749, va participar en la batalla de Devicotta. Va ser ferida onze vegades a les cames i una a l'engonal, encara que se les va arreglar per a no revelar el seu veritable sexe, potser amb l'ajuda d'una infermera índia.

## Edició deThe Female Soldieri pensió
En 1750 el seu vaixell va tornar a Anglaterra. Snell va desembarcar a Portsmouth i va marxar a Londres, on va revelar el seu veritable sexe als marins i va sol·licitar al duc de Cumberland, cap de l'exèrcit, la seva pensió. També va vendre la història de la seva vida a l'editor londinenc Robert Walker, que la va publicar amb el títol de The Female Soldier (La dona soldat). Snell va començar a aparèixer en públic amb roba militar. En aquell temps tres pintors la van retratar amb uniforme i el periòdic The Gentleman's Magazine es va fer ressò de les seves reclamacions, que, finalment, van tenir èxit: es van reconèixer oficialment els serveis militars de Snell i se li va concedir el 1750 una pensió, que va ser augmentada al 1785.
Hannah es va retirar a Wapping, on va regentar una taverna anomenada The Female Warrior (o The Widow in Masquerade –no hi coincideixen les fonts). A mitjan dècada de 1770 es va traslladar a Newbury (Berkshire). El 1759 es va casar allí amb Richard Eyles, amb qui va tenir dos fills. El 1772 es va casar de nou amb Richard Habgood i es va traslladar amb ell a les Midlands. El 1785 Hannah Snell vivia amb el seu fill George Spence Eyles a Stoke Newington.

## Darrers anys i mort

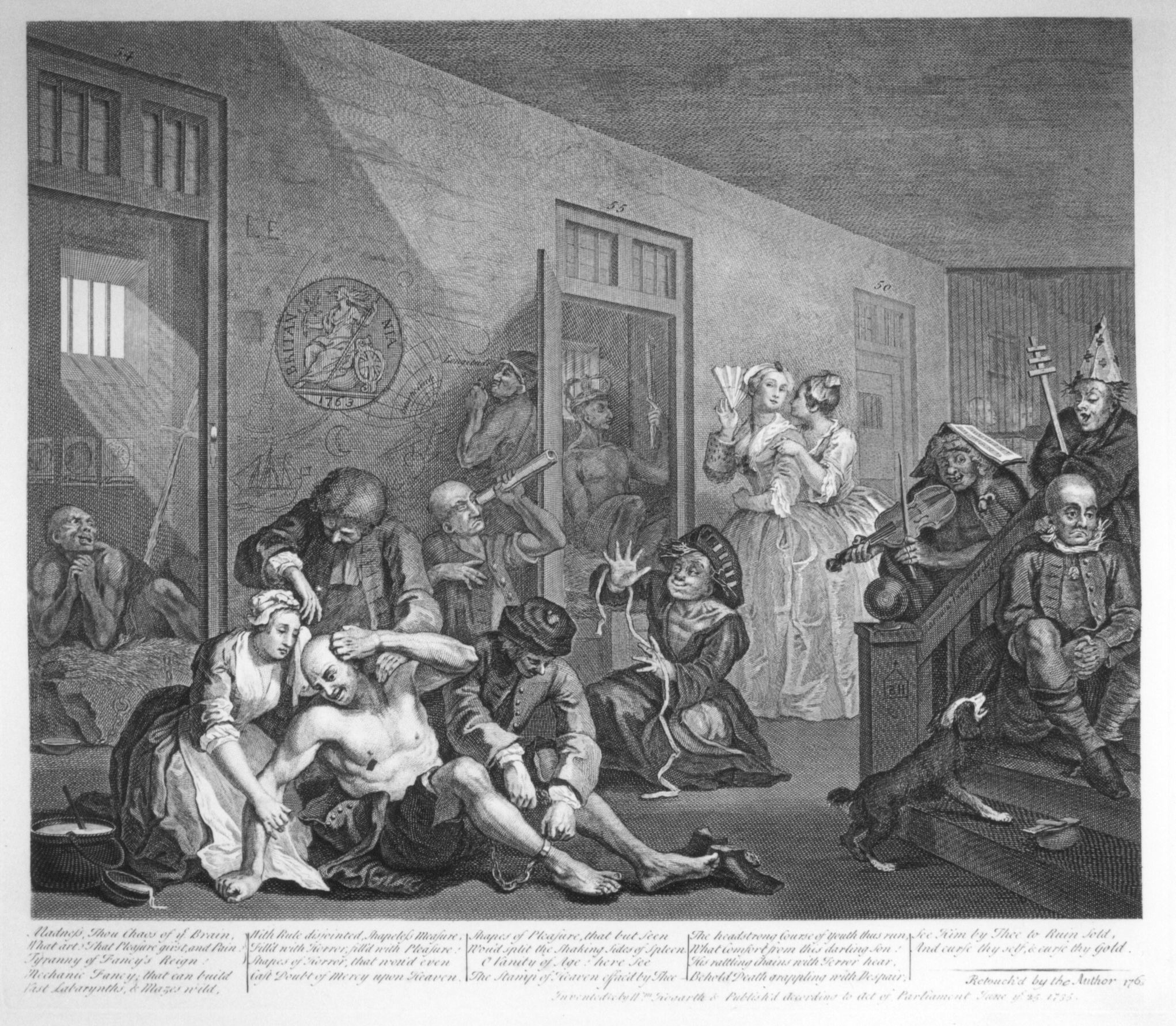
L'Hospital Psiquiàtric de Bethlem, segons un gravat de William Hogarth, de la seva obra A Rake's Progress. Hi va estar ingressada i hi va morir Hannah Snell.

El 1791 va tenir problemes mentals. Va ingressar a l'Hospital Bethlem de Londres el 20 d'agost i allí va morir uns mesos després. Jeu enterrada en el cementiri de l'Hospital Real de Chelsea.

## Recreacions
La dramaturga britànica Shirley Gee ha escrit dues obres dramàtiques sobre Snell: una per a la ràdio (Against the Wind, 1988) i una obra de teatre (Warrior, 1989).